# Bazaria lixiviella
Bazaria lixiviella is een vlinder uit de familie snuitmotten (Pyralidae). De wetenschappelijke naam van deze soort is voor het eerst geldig gepubliceerd in 1874 door Erschoff.
De soort komt voor in tropisch Afrika.